# 11 Downing Street
Le 11 Downing Street (également connu en anglais sous le nom de Number 11) est l'adresse de la résidence officielle du second lord du Trésor du Royaume-Uni, titre qui à l'époque moderne coïncide avec celui de chancelier de l'Échiquier.

## Situation

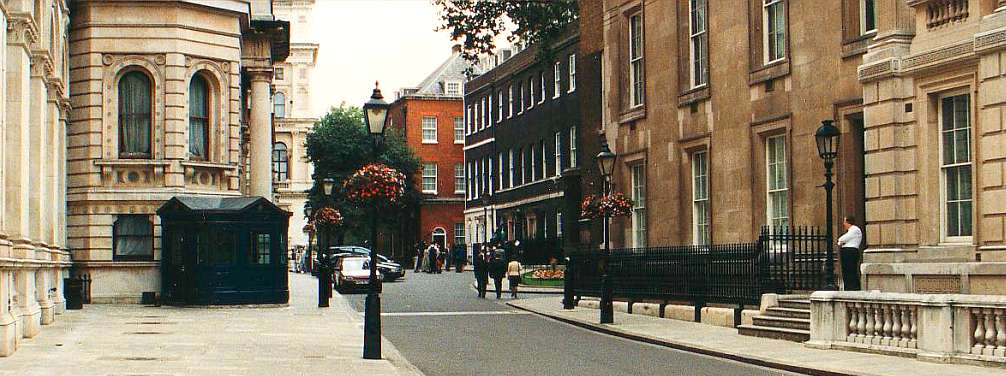
Downing Street, en direction de l'ouest. Le Foreign and Commonwealth Office est situé à gauche, la maison rouge porte le numéro 12, la maison sombre comporte les numéros 11 et 10 (située plus près, partiellement dans l'ombre), et le bâtiment à droite est l'aile Barry du Bureau du Cabinet, dont l'entrée principale donne sur Whitehall.

L'adresse est adjacente au plus célèbre 10 Downing Street, résidence du premier lord au Trésor, qui depuis les premières années du XIXe siècle a toujours été le Premier ministre du Royaume-Uni. Plusieurs rénovations altèrent les deux bâtiments à tel point qu'ils peuvent paraître en former un seul. À la droite du numéro 11, le 12 Downing Street est la résidence officielle du Chief Whip mais actuellement utilisé comme bureau de presse pour le Premier ministre. Une porte mitoyenne permet le passage du 10 au 11 sans avoir à passer par la rue.

## Histoire
Lorsque Tony Blair devient Premier ministre en 1997, il choisit de s'installer au no 11 plutôt qu'au no 10 (qui aurait dû être sa résidence officielle), car le numéro 11 est plus spacieux et convient mieux pour sa jeune famille. L'ancien Premier ministre David Cameron choisit aussi de résider au 11 Downing Street, qu'il fait rénover. Theresa May, qui lui succède, y réside également, de même que Boris Johnson.